# 용현초등학교
용현초등학교는 대한민국 경상남도 사천시 용현면 진삼로에 있는 공립 초등학교이다.

## 역사
- 1926년 10월 5일 읍남공립보통학교(4년제) 개교
- 1931년 6월 4일 용현공립보통학교로 개명
- 1938년 4월 1일 용현공립심상소학교(6년제) 개칭
- 1941년 4월 1일 용현공립국민학교 개칭
- 1996년 3월 1일 용현초등학교로 개명
- 2012년 3월 1일 선진초등학교 본교로 통합
- 2014년 3월 4일 용현관 건립 개관
- 2022년 2월 15일 제96회 졸업장 수여식(졸업생 수 총 7,083명)
- 2022년 9월 1일 제29대 이향자 교장 취임